# Cholera-Friedhof (Warschau)

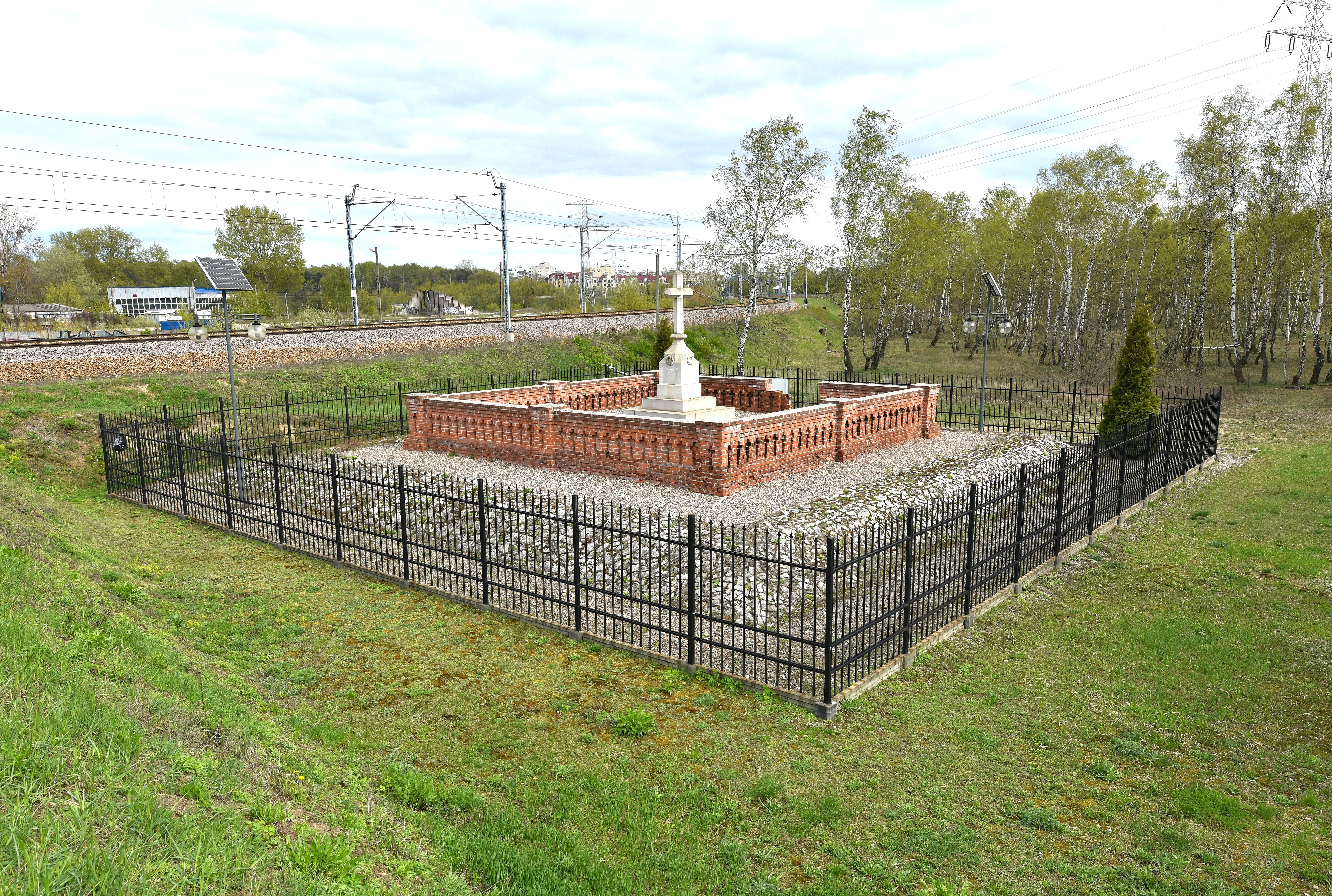
Die zwischen Eisenbahngleisen gelegene Gedenkstätte im Jahr 2017

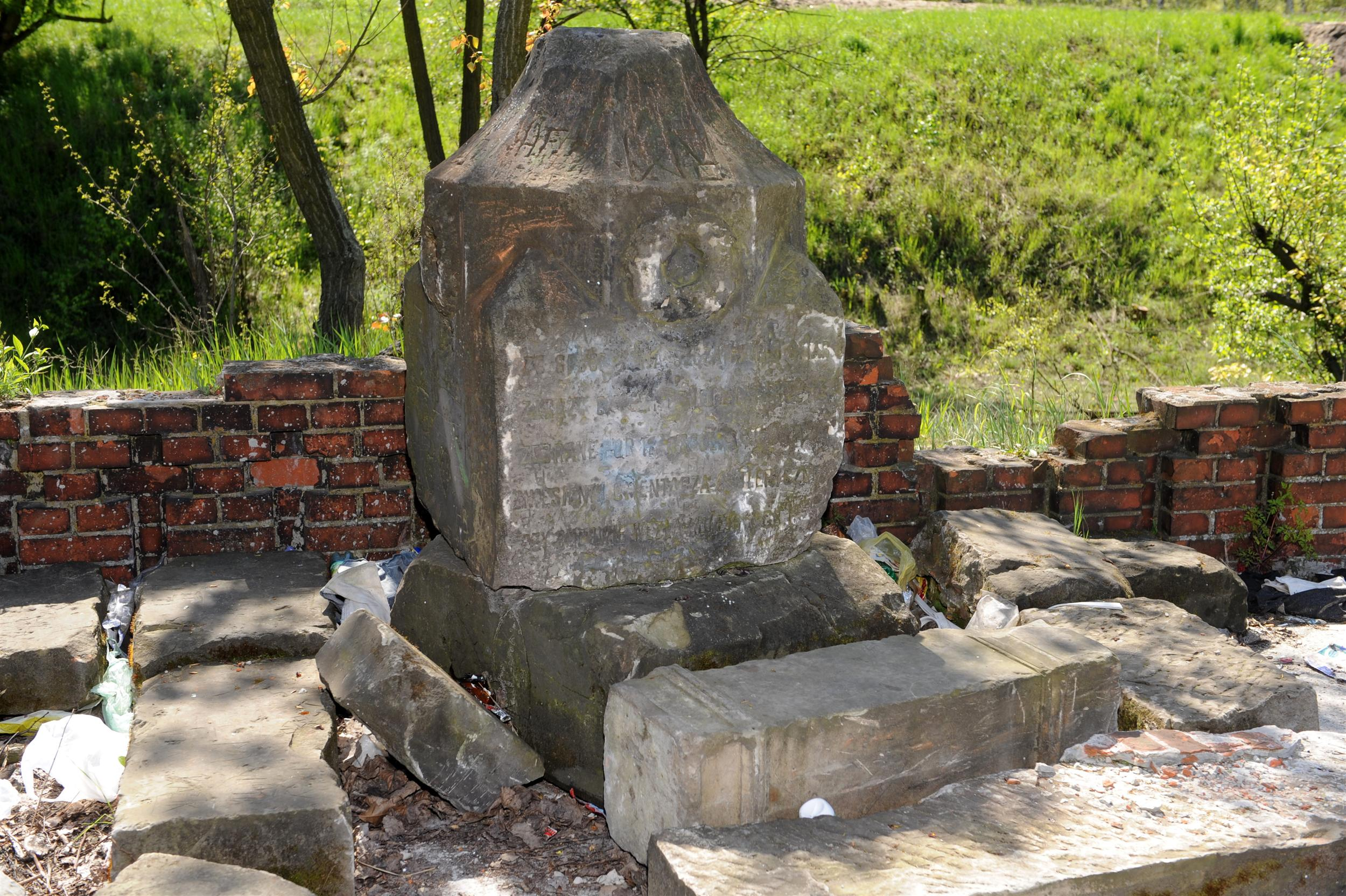
Verwahrloste Friedhofsanlage vor der Sanierung, 2008

Der Cholera-Friedhof in Warschau wurde während einer im Warschauer Stadtteil Praga von 1872 bis 1873 wütenden Cholera-Epidemie angelegt. Die Massengrab-Gedenkstätte im heutigen Warschauer Stadtbezirk Praga-Północ wurde anstelle des ursprünglich  nahegelegenen Friedhofs errichtet. Diese Anlage liegt zwischen Bahndämmen entlang der  Stefana Starzyńskiego-Straße auf der Höhe der Namysłowska-Straße.

## Geschichte
Der ursprüngliche Begräbnisplatz wurde seit am 16. November 1872 auf der vormaligen Esplanade des Forts Śliwicki genutzt. Am 19. Januar 1874 wurde der Friedhof von der Stadt übernommen. Zwei Jahre später befanden sich auf dem Friedhof 55 Grabsteine. Die letzte Bestattung von Cholera-Opfern fand am 8. Januar 1883 statt. Insgesamt wurden dort 484 an Cholera Verstorbene sowie sieben Soldaten begraben.
Der nicht mehr genutzte Friedhof musste 1908 im Zuge des Baus eines Eisenbahn-Gleisdreiecks aufgelassen werden. Die sterblichen Überreste der Verstorbenen wurden in ein nahegelegenes Massengrab umgebettet; die Größe dieses Areals ist deutlich kleiner als das des Friedhofs. Hier wurde ein Sandstein-Denkmal mit Kreuz und einer Inschrift errichtet: Hier liegen die Überreste von 478 Opfern der Cholera-Plage von 1872 bis 1873, die in einem Massengrab zusammengelegt wurden, nachdem der Cholera-Friedhof beim Bau eines Eisenbahnknotenpunkts im Jahr 1908 aufgelöst worden war. Außerdem wurde eine Ziegelmauer gebaut. Im Laufe der Jahre verfiel die zwischen Gleisen liegende und deshalb kaum zugängliche Anlage.
Im Jahr 2010 kam es unter dem zuständigen Unternehmen PKP Polskie Linie Kolejowe zu einer Sanierung der Gedenkstätte. Unter anderem wurden die Fundamente der Grabanlage verstärkt und ein Schutzzaun um die  Anlage errichtet. Mit einer ökumenischen Andacht wurden die Arbeiten am 20. Mai 2010 feierlich abgeschlossen. Im Jahr 2012 wurde der Friedhof in das Denkmalregister der Woiwodschaft Masowien eingetragen.
In Warschau gab es zwei weitere Cholera-Friedhöfe - in Kępa Pólkowska (Żoliborz) und bei der Heilig-Geist-Kirche in der Warschauer Neustadt.